# Californie du Nord
Pour les articles homonymes, voir Californie (homonymie).

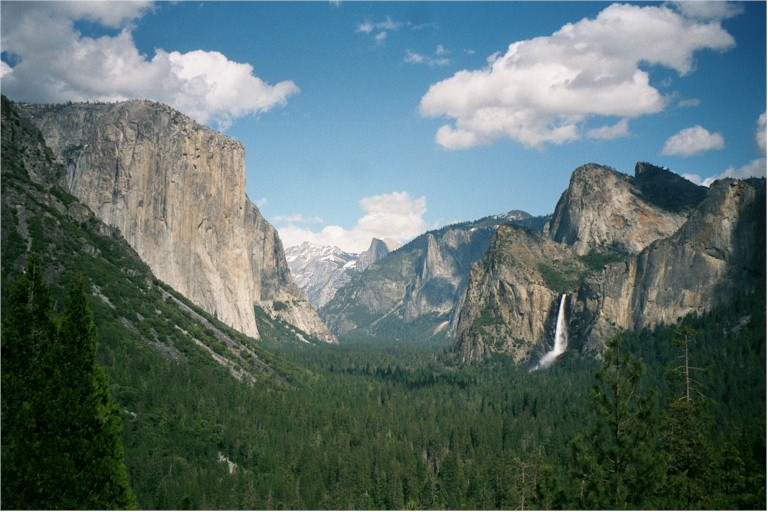
Vallée du Yosemite dans la Sierra Nevada.

La Californie du Nord (en anglais : Northern California, parfois abrégé familièrement NorCal, NoCal ou Northern Cali par ses habitants) désigne en règle générale la partie nord de l'État de Californie. En pratique ce terme peut se référer soit à toute la région située au nord des dix comtés de la Californie du Sud, soit à toutes les terres situées dans la moitié nord de l'État, soit les territoires situés à la frontière de la Californie avec l'Oregon. Elle s'étend sur 700 km entre San Francisco et la frontière de l'Oregon et est peu peuplée. Cependant, une distinction est habituellement établie entre la Californie du Nord — au-dessus de Sacramento — et la Californie centrale, qui s'étend de Sacramento à Bakersfield. La région est caractérisée par ses belles côtes, son climat méditerranéen, une faible densité de population (mis à part la région de la baie de San Francisco et l'aire urbaine de Sacramento, si on les y inclut), et des forêts de séquoias.
C'est aussi une région volcanique, fait illustré notamment par la présence du Lassen Volcanic National Park et du mont Shasta.
Les agglomérations principales de la Californie du Nord sont la région urbaine de San Francisco, qui comprend les villes de San Francisco, San José et Oakland et le pôle de Silicon Valley. La capitale de la Californie, Sacramento, et les villes de Redding, Mendocino et de Eureka, se trouvent aussi dans le nord de l'État.
À plusieurs reprises, notamment juste avant la Seconde Guerre mondiale, les représentants d'une portion de la Californie du Nord tentèrent sans succès de faire sécession pour s'incorporer dans un nouvel État avec certains comtés du sud de l'Oregon, il aurait eu pour nom Jefferson.

## Géographie et climat

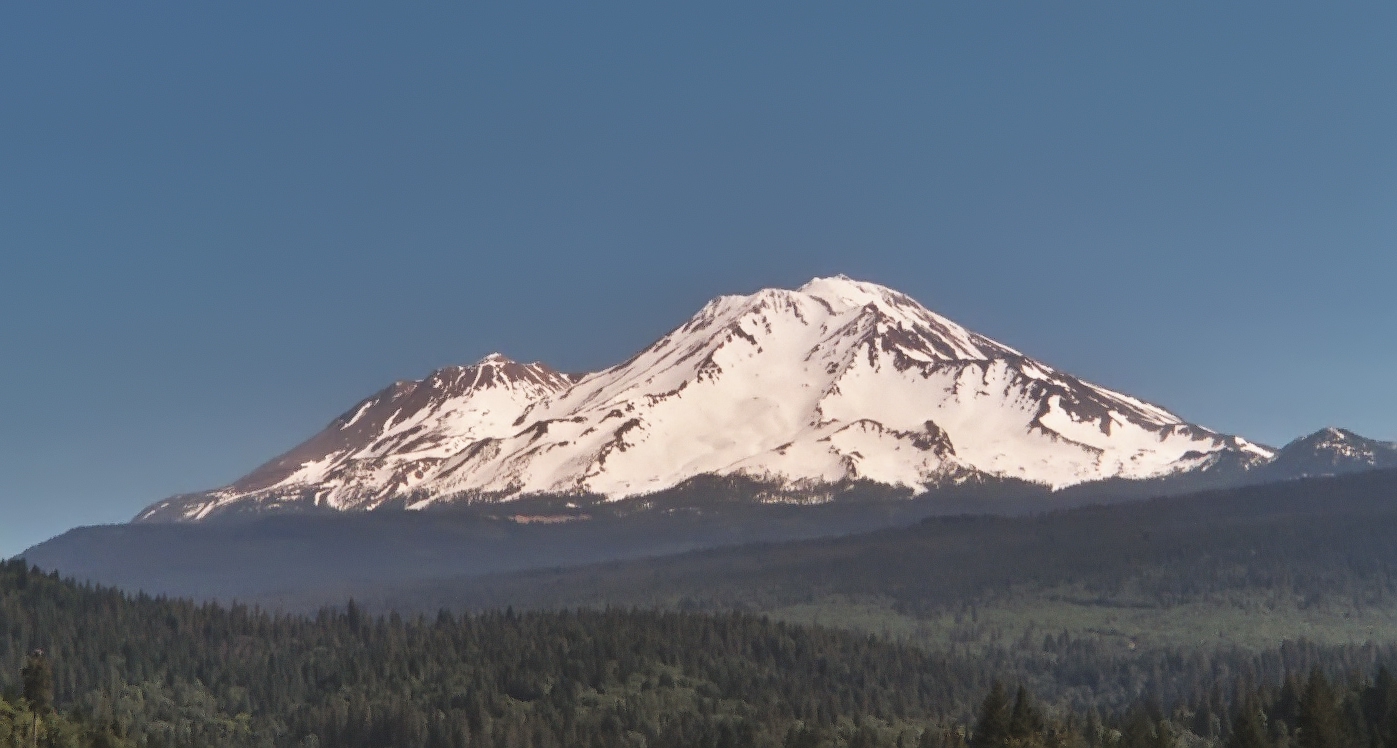
Le mont Shasta (4321 m) domine le nord de la Californie du Nord.

La géographie diverse de la Californie du Nord s'étend des plages de sable de la côte du Pacifique aux montagnes escarpées, couronnées de neige de la Sierra Nevada, à l'est. La vallée Centrale de Californie domine la partie centrale de la région, un des secteurs agricoles les plus vitaux dans le pays. La Sierra Nevada comporte la vallée de Yosemite, célèbre pour ses calottes glaciaires taillés et le parc national de Sequoia et Kings Canyon, terre natale du plus grands organismes vivants sur la planète Terre, les Séquoia géant et le point le plus haut des États-Unis continentaux, le mont Whitney. 
Les êtres vivants les plus grands sur Terre, les Sequoia, pointe le littoral, principalement au nord de San Francisco. La Californie du Nord est aussi l'endroit où les températures sont à la fois les plus froides et les plus chaudes en Amérique du Nord, si l'on inclut le parc national de la vallée de la Mort, qui ferait plutôt partie de la Californie du Sud. Les pin à cône épineux des Montagnes situés dans les montagnes Blanches sont les plus vieux arbres connus dans le monde; l'un est âgé de 4 700 ans. On connaît aussi le site pour sa ferme fertile et ses terres d'élevage, le wine country, les hautes montagnes de la chaîne des Cascades du sud, les Alpes de la Trinité et Klamath Mountains, les lacs et la steppe, dans le nord-est de poste.
Le climat peut être généralement caractérisé par son climat océanique le long des côtes et son climat méditerranéen dans les basses vallées, jusqu'aux zones climatiques alpines dans les hautes montagnes. C'est une région de densité de population relativement basse, excepté la région urbaine de San Francisco et les zones métropolitaines de Sacramento (et quelques autres villes dans la vallée centrale).